# Ucho (fortyfikacja)

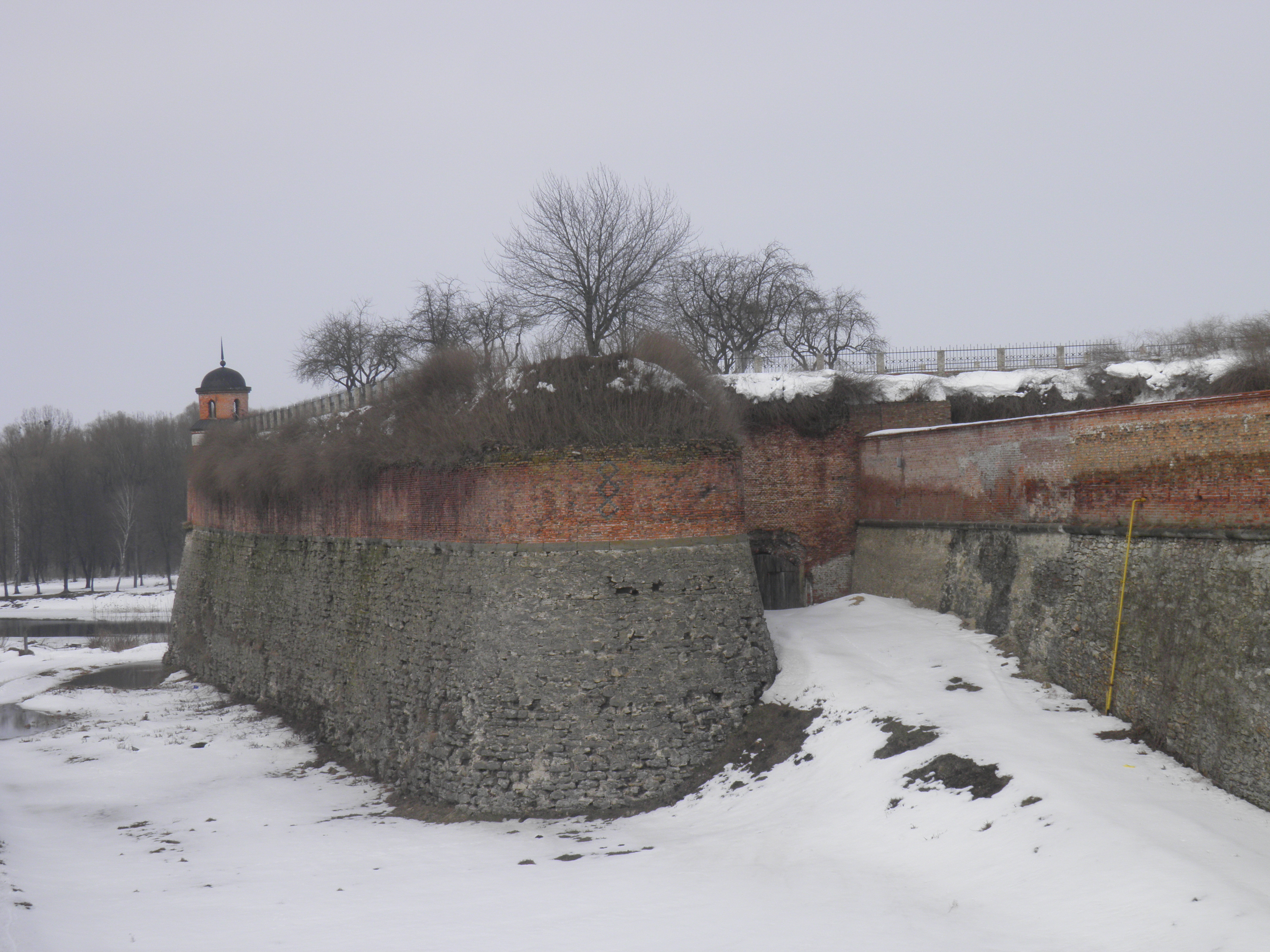
Orilion bastionu zamku w Dubnie

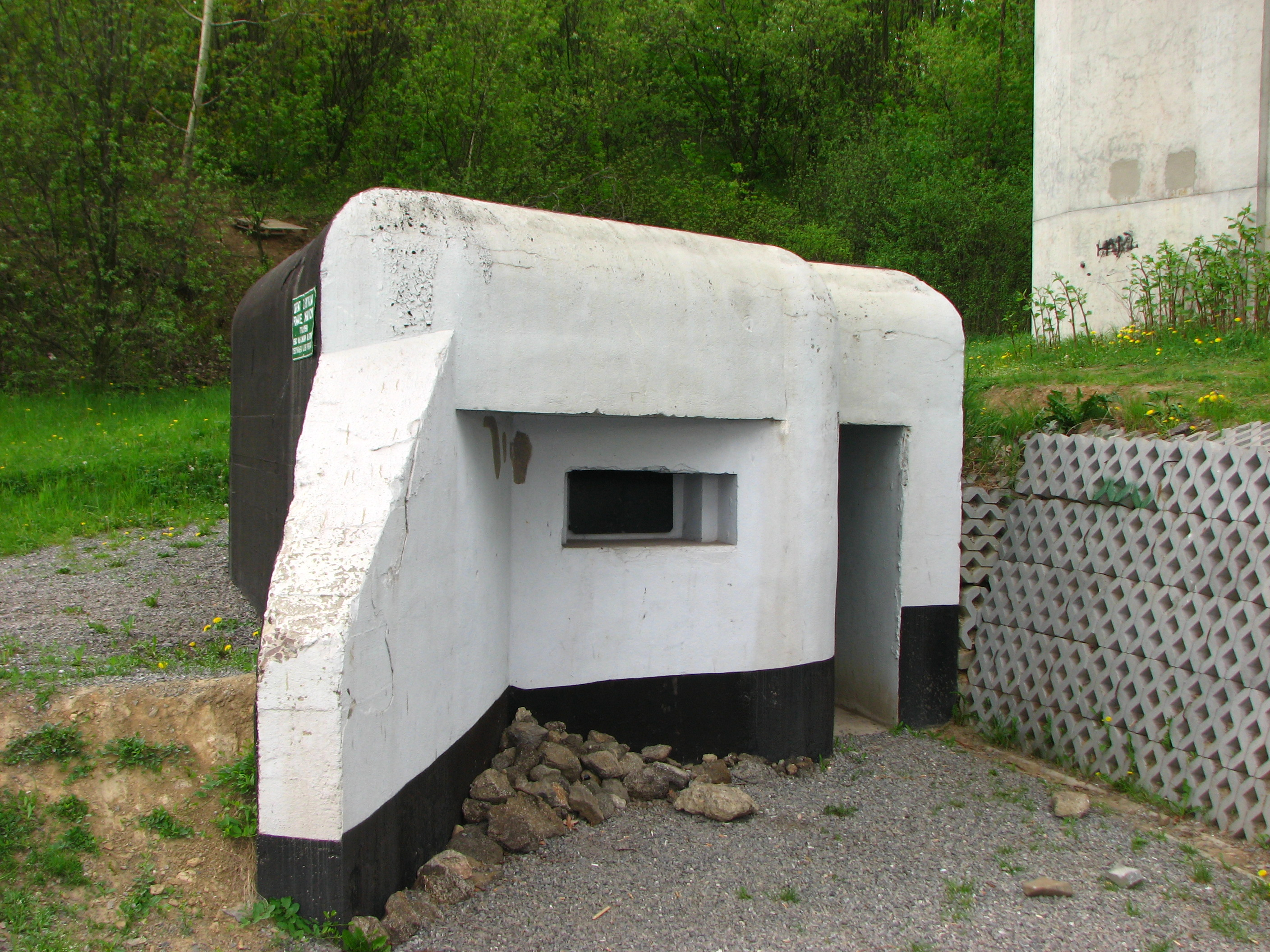
Ucho (po lewej) i otwór strzelniczy (w środku) XX-wiecznego schronu

Ucho (orilion, orylon) – występ tworzący przedłużenie czoła bastionu lub czołowej ściany schronu bojowego, mający ochronić bark lub ścianę boczną umocnienia przed ogniem ukośnym, prowadzonym poza polem ostrzału tego umocnienia.